# 緋色の刻
『緋色の刻』（ひいろのこく）は、山文京伝による日本の成人向け漫画作品。全2巻。また、それを原作とするアダルトアニメ作品。

## 概要
山文京伝の代表作の1つであり、SMを題材にしている。当初は同人誌即売会でオリジナル長編作品として頒布され、加筆修正を経て1998年にコアマガジンから上下巻の大判の単行本で発売された後、2012年には先の単行本化の際に削除された箇所も復刻された完全版が単巻の単行本で発売された。同人誌は5巻である。

## ストーリー
夫と娘で暮らしていた人妻の悦子は、突然家に侵入してきた男たちに陵辱調教され、性奴隷へ変わる。その後、悦子は夫と娘を捨て、快楽に堕落する生活を送ることになった。

## 登場人物
緋田悦子（あけだ えつこ）
声 - 春奈友子（第2話以降の表記は春名友子）
緋田良夫（あけだ よしお）
声 - 北田信夫
緋田絵美（あけだ えみ）
声 - 村西里美
島（しま）
声 - 佐田慶太
カズ
声 - 美戸部悟
シロー
声 - 定岡晶

## 単行本
- 「緋色の刻 上巻」 - 1998年4月25日発売 ISBN 978-4-87734-178-7
- 「緋色の刻 下巻」 - 1998年6月5日発売 ISBN 978-4-87734-179-4
- 「緋色の刻 完全版」 - 2012年12月28日発売 ISBN 978-4-86436-419-5

## アダルトアニメ
2001年にファイブウェイズより全5巻が発売されている。1話あたり約30分。
各巻リスト
- 「緋色の刻 〜巻乃壱〜」 - 2001年4月18日発売 FWD-0017
- 「緋色の刻 〜巻乃弐〜」 - 2001年6月18日発売 FWD-0024
- 「緋色の刻 〜巻乃参〜」 - 2001年7月18日発売 FWD-0027
- 「緋色の刻 〜巻乃四〜」 - 2001年8月18日発売 FWD-0030
- 「緋色の刻 〜巻乃完〜」 - 2001年9月18日発売 FWD-0032

スタッフ
- プロデューサー：佐藤一博（第2話以降の表記は佐藤博人）
- 監督：夏川なすび
- 原作：山文京伝（「緋色の刻」コアマガジン刊）
- 脚本：千萬華
- キャラクターデザイン：野口宏
- 作画監督：太尾明
- 美術監督：柴たけお
- 演出・絵コンテ：佐竹等
- 音響制作：スタジオマウス
- アニメーション制作：メルトダウン
- 制作協力：グループH.O
- 製作：シネマパラダイス
- 発売元：ファイブウェイズ